# Branson Scenic Railway
| Lok Nr. 98 im Bahnhof Branson |                      |                                    |                                   |
| Streckenlänge: | 65 km                |                                    |                                   |
| Spurweite: | 1435 mm (Normalspur) |                                    |                                   |
| Maximale Neigung: | 3,6 ‰                |                                    |                                   |
| |                      |                                    |                                   |
| \| \| \| Strecke der MNA \| \| \| \| \| nach Aurora (Missouri) \| \| \| \| \| W State Highway 248 \| \| \| \| \| Beginn der Branson Scenic Railway \| \| \| \| 0,0 \| Galena \| 299 m ü. M. \| \| \| \| James River (110 m) \| \| \| \| \| (20 m) \| \| \| \| \| Railey Creek (40 m) \| \| \| \| \| (52 m) \| \| \| \| \| W State Highway 248 (45 m) \| \| \| \| \| Abstellgleis \| \| \| \| \| Route 13 \| \| \| \| \| Old Wilderness Road \| \| \| \| \| Forrest Lake Drive \| \| \| \| \| Ozak Mountain Highroad 76 \| \| \| \| \| Roark Creek (60 m) \| \| \| \| \| Sycamore Church Road (32 m) \| \| \| \| \| Roark Creek (67 m) \| \| \| \| 17,1 \| Gretna Frachtzentrum \| 238 m ü. M. \| \| \| \| (16 m) \| \| \| \| \| Expressway Lane \| \| \| \| \| Shepherd of the Hills Expressway \| \| \| \| \| Gretna Road \| \| \| \| \| Yellow Route \| \| \| \| \| US 65/MO 76 \| \| \| \| \| Veterans Boulevard \| \| \| \| 33,3 \| Branson (Missouri) \| 219 m ü. M. \| \| \| \| Red Route \| \| \| \| \| Lake Taneycomo (259 m) \| \| \| \| \| Veterans Boulevard \| \| \| \| \| (25 m) \| \| \| \| \| (45 m) \| \| \| \| \| (24 m) \| \| \| \| \| Branson Creek Boulevard \| \| \| \| \| Missouri/Arkansas \| \| \| \| \| Crest \| \| \| \| 57,3 \| College Road, Abstellgleis \| College Road, Abstellgleis \| \| \| \| Omaha \| \| \| \| \| (155 m) \| \| \| \| 64,9 \| Barren Fork Trestle Bridge (279 m) \| 285 m ü. M. \| \| \| \| Ende der Branson Scenic Railway \| \| \| \| \| Strecke der MNA \| \| \| \| \| nach Newport (Arkansas) \| \| \| \| \| \| \| \| Quellen: [1] \| \| \| \| |                      |                                    |                                   |
| |                      | Strecke der MNA                    |                                   |
| Strecke |                      | nach Aurora (Missouri)             | nach Aurora (Missouri)            |
| Brücke |                      | W State Highway 248                | W State Highway 248               |
| Wechsel des Eisenbahninfrastrukturunternehmens |                      | Beginn der Branson Scenic Railway  | Beginn der Branson Scenic Railway |
| Haltepunkt / Haltestelle | 0,0                  | Galena                             | 299 m ü. M.                       |
| Brücke über Wasserlauf |                      | James River (110 m)                | James River (110 m)               |
| Brücke |                      | (20 m)                             | (20 m)                            |
| Brücke über Wasserlauf |                      | Railey Creek (40 m)                | Railey Creek (40 m)               |
| Brücke |                      | (52 m)                             | (52 m)                            |
| Brücke |                      | W State Highway 248 (45 m)         | W State Highway 248 (45 m)        |
| Abzweig geradeaus und von links |                      | Abstellgleis                       | Abstellgleis                      |
| Strecke mit Straßenbrücke |                      | Route 13                           | Route 13                          |
| Tunnel |                      | Old Wilderness Road                | Old Wilderness Road               |
| Strecke mit Straßenbrücke |                      | Forrest Lake Drive                 | Forrest Lake Drive                |
| Strecke mit Straßenbrücke |                      | Ozak Mountain Highroad 76          | Ozak Mountain Highroad 76         |
| Brücke über Wasserlauf |                      | Roark Creek (60 m)                 | Roark Creek (60 m)                |
| Brücke |                      | Sycamore Church Road (32 m)        | Sycamore Church Road (32 m)       |
| Brücke über Wasserlauf |                      | Roark Creek (67 m)                 | Roark Creek (67 m)                |
| Dienststation / Betriebs- oder Güterbahnhof | 17,1                 | Gretna Frachtzentrum               | 238 m ü. M.                       |
| Brücke |                      | (16 m)                             | (16 m)                            |
| Strecke mit Straßenbrücke |                      | Expressway Lane                    | Expressway Lane                   |
| Strecke mit Straßenbrücke |                      | Shepherd of the Hills Expressway   | Shepherd of the Hills Expressway  |
| Strecke mit Straßenbrücke |                      | Gretna Road                        | Gretna Road                       |
| Strecke mit Straßenbrücke |                      | Yellow Route                       | Yellow Route                      |
| Strecke mit Straßenbrücke |                      | US 65/MO 76                        | US 65/MO 76                       |
| Strecke mit Straßenbrücke |                      | Veterans Boulevard                 | Veterans Boulevard                |
| Bahnhof | 33,3                 | Branson (Missouri)                 | 219 m ü. M.                       |
| Strecke mit Straßenbrücke |                      | Red Route                          | Red Route                         |
| Brücke über Wasserlauf |                      | Lake Taneycomo (259 m)             | Lake Taneycomo (259 m)            |
| Strecke mit Straßenbrücke |                      | Veterans Boulevard                 | Veterans Boulevard                |
| Brücke |                      | (25 m)                             | (25 m)                            |
| Brücke |                      | (45 m)                             | (45 m)                            |
| Brücke |                      | (24 m)                             | (24 m)                            |
| Strecke mit Straßenbrücke |                      | Branson Creek Boulevard            | Branson Creek Boulevard           |
| Grenze |                      | Missouri/Arkansas                  | Missouri/Arkansas                 |
| Tunnel |                      | Crest                              | Crest                             |
| Abzweig geradeaus und von rechts | 57,3                 | College Road, Abstellgleis         | College Road, Abstellgleis        |
| Tunnel |                      | Omaha                              | Omaha                             |
| Brücke |                      | (155 m)                            | (155 m)                           |
| Brücke über Wasserlauf | 64,9                 | Barren Fork Trestle Bridge (279 m) | 285 m ü. M.                       |
| Wechsel des Eisenbahninfrastrukturunternehmens |                      | Ende der Branson Scenic Railway    | Ende der Branson Scenic Railway   |
| Strecke |                      | Strecke der MNA                    | Strecke der MNA                   |
| Strecke |                      | nach Newport (Arkansas)            | nach Newport (Arkansas)           |
| |                      |                                    |                                   |
| Quellen: |                      |                                    |                                   |

Die Branson Scenic Railway ist eine US-amerikanische Bahngesellschaft mit Sitz in Branson (Missouri). Sie verkehrt mit historischen Fahrzeugen auf einer 65 Kilometer langen Strecke von Branson in Richtung Norden nach Galena, oder nach Süden zur Barren Fork Trestle Bridge in (Arkansas). Eigentümer der Strecke ist die Missouri and Northern Arkansas Railroad (MNA), mit der die Ausflugsfahrten abgestimmt werden.

## Geschichte
1902 wurde die White River Railway gegründet und sollte den Ort Carthage (Missouri) im Norden mit Batesville (Arkansas) im Süden verbinden. Dazwischen lag das Ozark-Plateau mit seinen unzugänglichen Hügeln und Tälern. Dies bedeutete, dass hohe und lange Brücken gebaut und lange Tunnel durch hartes Gestein gesprengt werden mussten. Die Strecke wurde in zwei Abschnitten erbaut. Der erste Teil wurde von Batesville in nördliche Richtung erstellt und der zweite von Carthage in südliche Richtung. Der Bahnbau begann im Januar 1902 und konnte am 29. Dezember 1905 abgeschlossen werden. Die 384 Kilometer lange Strecke kostete mehr als zwölf Millionen US-Dollar. Die Kosten waren etwa sechsmal so hoch wie bei einer Bahnstrecke im Flachland. Die Stadt Branson wurde nur wegen der Eisenbahn gegründet. Der Bau der White River Railway in den frühen 1900er Jahren machte das Gebiet für Touristen zugänglich und ist weitgehend für die Entwicklung von Branson und den Ozark Mountains als Tourismusziel verantwortlich. Gleichzeitig diente die Bahnstrecke zum Transport von Gütern. Die Strecke war Teil der Missouri Pacific Railroad zwischen Kansas City (Missouri) und Little Rock. 1982 wurde die MP von der Union Pacific Railroad aufgekauft. Seit dem 13. Dezember 1992 wird die Strecke von der Missouri and Northern Arkansas Railroad (MNA) betrieben.

### Die Branson Scenic Railway
1993 wurde die Branson Scenic Railway gegründet. Sie schloss eine Pachtvereinbarung mit der MNA, um von März bis Dezember Ausflüge auf der Strecke durchzuführen, die als White River Route bekannt ist. Sehenswert ist der 1905 erbaute Bahnhof von Branson. Dort starten die Ausflugszüge, fahren Richtung Süden und überqueren kurz darauf den White River, den heutigen Lake Taneycomo, folgen dem Turkey Creek und enden nach 32 Kilometern an der Barren Fork Trestle Bridge in den Ozak Mountains (Arkansas). Nach Norden verkehren sie von Branson aus 33 Kilometern entlang des Roark Creek nach Galena (Missouri) im James River Valley.

## Züge
- Branson Scenic Railway Tagesausflugszug – von März bis November
- Dinner Train – Dinner-Zug an Samstagen von April bis Oktober
- The Polar Express – Weihnachtszug im November und Dezember[4]

## Fahrzeuge
Die Branson Scenic Railway verfügt über zwei Diesellokomotiven aus den Jahren 1951 und 1962 sowie über acht restaurierte Personenwagen und Dome-Cars aus den Jahren 1939 bis 1956.

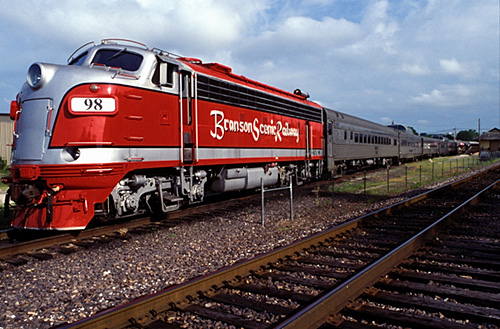
Ausflugszug im Mai 2007

| Lokomotiven       |                       |             |                  |              |                                                                  |      |
| Betriebs-Nr.      | Hersteller            | Baujahr     | Achsfolge/Modell | Seriennummer | Bemerkung                                                        | Bild |
| Diesellokomotiven |                       |             |                  |              |                                                                  |      |
| 98                | Electro-Motive Diesel | Januar 1951 | F9PHA            | 12668        | Ehem. B&O Nr. 369, ehem. MARC Train Nr. 83, wurde 1981 umgebaut. |      |
| 99                | Electro-Motive Diesel | Januar 1963 | GP30M            | 27690        | Ehem. C&O Nr. 4625, ehem. CSX, wurde 1982 umgebaut.              |      |
| [ 6 ]             | Electro-Motive Diesel |             |                  |              |                                                                  |      |